# (721572) 2003 UA414
(721572) 2003 UA414 ist ein großes transneptunisches Objekt, das bahndynamisch als resonantes Kuipergürtel-Objekt (2:9–Resonanz) oder als Scattered Disc Object (SDO) eingestuft wird. Aufgrund seiner Größe ist der Asteroid ein Zwergplanetenkandidat.

## Entdeckung
(721572) 2003 UA414 wurde am zwischen 2010 und 2016 von einem Astronomenteam, bestehend aus B. Gibson, T. Goggia, N. Primak, A. Schultz und M. Willman, mit dem 1,8-m-Pan-STARRS-Teleskops (PS1) am Haleakalā-Observatorium (Maui) entdeckt. Die Entdeckung wurde am 15. Juli 2016 bekanntgegeben.
Nach seiner Entdeckung ließ sich (721572) 2003 UA414 auf Fotos bis zum 18. Oktober 2003, die im Rahmen des NEAT-Programmes am Palomar-Observatorium (Kalifornien) gemacht wurden, zurückgehend identifizieren und so seinen Beobachtungszeitraum um 4 Jahre verlängern, um so seine Umlaufbahn genauer zu berechnen. Im September 2018 lagen insgesamt 174 Beobachtungen über einen Zeitraum von 15 Jahren vor. Die bisher letzte Beobachtung wurde im Februar 2018 wiederum im Rahmen des Pan-STARRS-Projektes durchgeführt. (Stand 23. Februar 2019)

## Eigenschaften

### Umlaufbahn
(721572) 2003 UA414 umkreist die Sonne in 744,84 Jahren auf einer stark elliptischen Umlaufbahn zwischen 36,45 AE und 127,89 AE Abstand zu deren Zentrum. Die Bahnexzentrizität beträgt 0,556, die Bahn ist 22,41° gegenüber der Ekliptik geneigt. Derzeit ist der Planetoid 48,24 AE von der Sonne entfernt. Das Perihel durchlief er das letzte Mal 1976, der nächste Periheldurchlauf dürfte also im Jahre 2721 erfolgen.
Marc Buie (DES) klassifiziert den Planetoiden als RKBO (2:9-Resonanz mit Neptun), während das Minor Planet Center ihn als SDO/Zentaur und allgemein als «Distant Object» führt.

### Größe
Derzeit wird von einem Durchmesser von etwa 490 km ausgegangen, basierend auf einem Rückstrahlvermögen von 7 % und einer absoluten Helligkeit von 5,1 m. Die scheinbare Helligkeit von (721572) 2003 UA414 beträgt 22,07 m.
Da anzunehmen ist, dass sich (721572) 2003 UA414 aufgrund seiner Größe im hydrostatischen Gleichgewicht befindet und somit weitgehend rund sein muss, sollte er die Kriterien für eine Einstufung als Zwergplanet erfüllen. Mike Brown geht davon aus, dass es sich bei 2003 UA414 um möglicherweise einen Zwergplaneten handelt.
| Jahr                                         | Abmessungen km | Quelle   |
| -------------------------------------------- | -------------- | -------- |
| 2018                                         | 443,0          | Johnston |
| 2018                                         | 490,0          | Brown    |
| Die präziseste Bestimmung ist fett markiert. |                |          |